# MUPF-Leim
MUPF-Leim, abgeleitet von der Bezeichnung Melamin-Urea-Phenol-Formaldehyd-Leim, ist ein Leimgemisch, das bei der Herstellung von Holzwerkstoffen wie Span- und Grobspanplatten vor allem in der Deckschicht der Werkstoffe eingesetzt wird.
MUPF-Leim besteht aus einer Mischung von Melamin, Harnstoff, Phenol und Formaldehyd; in der Variante ohne Phenolbeimischung wird er auch als MUF-Leim genutzt. Gegenüber dem PMDI-Leim (Polymeres Diphenylmethandiisocyanat), der vor allem in der Mittelschicht eingesetzt wird, ist er kostengünstiger.